# Mihaela Ciobanu
Mihaela Ciobanu, född den 30 januari 1973 i Bukarest, Rumänien, är en rumänsk/spansk handbollsmålvakt.

## Klubblagskarriär
Mihaela Ciobanu började spela handboll på School Sports Club 5 Rapid. Därifrån bytte hon till Rapid Budapest 1991, med vilket hon spelade i rumänska ligan. Det är oklart när hon slutade spela för klubben men 1998 lämnade hon Ungern för Spanien och anslöt till CB Mar Alicante. Hon spelade kvar i klubben i åtta år till säsongen 2006. Hon bytte då klubb till BM Bera Bera Efter bara ett år i den klubben fortsatte hon sin karriär i La Unión Cementos Ribarroja. Efter ett år i  Ribarroja valde hon att spela för CB Elche Mustang men också den sejouren blev bara ettårig. 2010 avslutade hon sin handbollskarriär, men det blev en comeback 2011–2012 för BM Alcobendas. 2012 till 2015 spelade hon inte handboll men 2015 till 2017 gjorde hon comeback i BM Alcobendas och där avslutade hon elitkarriären 2017.

## Landslagskarriär
Mihaela Ciobanu blev uttagen till Rumäniens landslag, med vilket hon spelade i alla ålderskategorier i ungdomslandslagen. Hon deltog i EM 1994,där Rumänien placerade sig på 10:e plats, och i VM 1997 där Rumänien slutade på 12:e plats. Till år 2002 spelade Ciobanu 79 landskamper för Rumänien. Efter att ha bott i Spanien i flera år bytte hon nationalitet och började 2008 spela för Spanien.
Mihaela Ciobanu spelade för Spanien vid Europamästerskapet i handboll för damer 2008, där Spanien nådde finalen, efter att ha besegrat Tyskland i semifinalen. Finalen förlorade de mot Norge men laget tog Spaniens första mästerskapsmedalj på damsidan. Hon deltog sedan vid världsmästerskapet i handboll för damer 2011 i Brasilien, där det spanska laget placerade sig på tredje plats. Hon ingick i det spanska lag som tog OS-brons i damernas turnering i samband med de olympiska handbollstävlingarna 2012 i London, efter att ha besegrat Sydkorea. I den matchen räddade Ciobanu fyra straffar. Hon spelade 80 landskamper för Spanien.
Den 1 oktober 2018 tecknade hon ett 2-årigt kontrakt med CSM București som målvaktstränare.